# ريكي ألمان
ريكي ألمان (بالإنجليزية: Ricky Allman)‏ هو رسام أمريكي، ولد في 24 أكتوبر 1978 في بروفو في الولايات المتحدة.